# 絲鬚真巨口魚
絲鬚真巨口魚（学名：Eustomias fissibarbis）为輻鰭魚綱巨口鱼目巨口鱼科的其中一種。分布於大西洋、中西太平洋及西印度洋海域，為深海魚類，體長可達19.3公分。

## 扩展阅读
維基物種上的相關：絲鬚真巨口魚